# Copa da Liga Escocesa 2004–05
A Copa da Liga Escocesa de 2004-05 foi a 59º edição do segundo mais importante torneio eliminatório do futebol da Escócia. O campeão foi o Rangers F.C., que conquistou seu 24º título na história da competição ao vencer a final contra o Motherwell F.C., pelo placar de 5 a 1.

## Premiação
| Copa da Liga Escocesa de 2004-05  |
| Escócia                           |
| --------------------------------- |
| Rangers F.C. Campeão (24º título) |